# 萨贾德·莫拉迪
萨贾德·莫拉迪（波斯語：‎，1983年3月30日—），伊朗中距离跑运动员，专项为800米和1500米。他参加了2004年、2008年和2012年三届夏季奥运会，还曾获得2010年亚洲运动会男子800米金牌。